# عقاب ذات رأسين

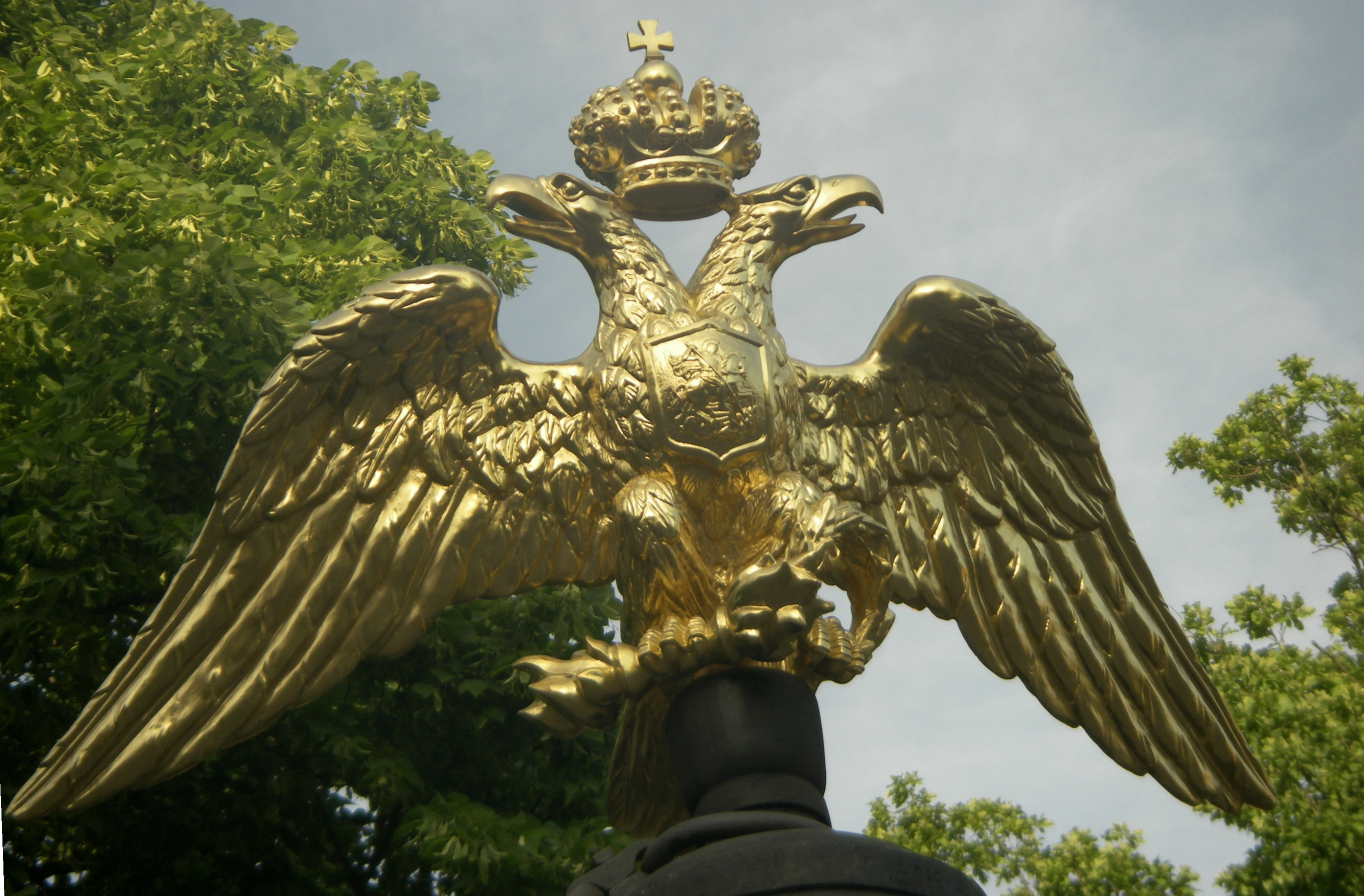
العقاب الإمبراطوري الروسي، سانت بطرسبرغ

العقاب ذات الرأسين أو العقاب صاحبة الرأسين هو حمولة ترتبط بمفهوم الإمبراطورية في علم شعارات النبالة وعلم الرايات.
يظهر العنصر الزخرفي العقاب ذات الرأسين ليكون أصله المطلق الشرق الأدنى القديم، وخاصةً في الأيقونات الحيثية. يعاود الظهور في العصور الوسطى العالية، منذ حوالي القرن العاشر أو الحادي عشر، وكان يستخدم خاصةً في الإمبراطورية البيزنطية، و في القرن الثاني عشر كان هذا التمثيل معروف أيضاً في الأندلس وفرنسا وبلغاريا، و منذ القرن الثالث عشر أصبح أكثر انتشاراً، من الناحية الإسلامية، كان يستخدم في سلطنتي سلاجقة الروم والمماليك ، و استخدم في الإمبراطورية الرومانية المقدسة و صربيا و روسيا، و هذا من الناحية النصرانية.
استخدم في أواخر الإمبراطورية البيزنطية شعارًا لسلالة باليولوج ، اعتمد خلال أواخر القرون الوسطى حتى أوائل العصر الحديث من الإمبراطورية الرومانية المقدسة هذا من جهة، ومن جهة أخرى في الإمارات الأرثوذكسية صربيا وروسيا، متمثل بمعزز ذو عقاب برأسٍ واحد أو أكويلا مرتبطة بالإمبراطورية الرومانية.
في أماكن قليلة، بينها الإمبراطورية الرومانية المقدسة وروسيا، يظهر هذا العنصر الزخرفي معزز بزيادة لينشئ الأقل أهمية العقاب ثلاثية الرؤوس [الإنجليزية].

## الشرق الأدنى القديم
الوحوش الأسطورية متعددة الرؤوس يتكرر وجودها كثيراً في التراث التصويري للشرق الأدنى القديم من العصر البرونزي إلى العصر الحديدي، وخصوصاً لدى الآشوريين، و من ثم اعتمد من قبل الحثيين. تم تفسير استخدام العقاب ذو الرأسين في التصاوير الحيثية على أنه «شارة ملكية». هنالك نحت حيثي بارز وضخم للعقاب ذو الرأسين يصيد قواعين موجود على الرصيف الشرقي لبوابة أبو الهول آلاتشا هويوك (بالتركية: Alaca Hüyük).

## العصور الوسطى
بعد انهيار العصر البرونزي، هنالك فجوة لأكثر من ألفي سنة قبل إعادة ظهور نقش العقاب ذو الرأسين. أول ظهور للعقاب ذو الرأسين في الإمبراطورية البيزنطية يظهر على ديباجة من الحرير يعود تاريخها إلى القرن العاشر الميلادي، ومع ذلك فمن الممكن أنه تم صنعها في الأندلس؛ هنالك أمثلة مشابهة تعود لعصر مبكر، من القرن العاشر أو الحادي عشر الميلاديين، في بلغاريا و فرنسا.

### الإمبراطورية البيزنطية
تابعت الإمبراطورية البيزنطية المبكرة استخدام العقاب الإمبراطوري (ذو الرأس الواحد). يظهر العقاب ذو الرأسين فقط في فترة العصور الوسطى، حوال القرن 10م في الفن البيزنطي، و لكن كشعارٍ ملكي فقط فيظهر في وقتٍ لاحق بكثير، خلال القرن الأخير لسلالة باليولوج.
هنالك نظرية حديثة، قدمها زافيريو Zapheiriou (1947)، تربط إدخال هذا العنصر الزخرفي بالإمبراطور إسحاق الأول كومنينوس (1057-1059)، و التي يرجع أصل عائلته إلى بافلاغونيا. يفترض زافيريو أن النقش الحيثي للطائر ذي الرأسين المرتبط بمدينة جانقري الواقعة في إقليم بافلاغونيا، من الممكن أنه تم جلبه إلى بيزنطة عن طريق كومينوي.

### عهد السلاجقة
اعتمد العقاب ذو الرأسين في سلطنة سلاجقة الروم وإمارات الأناضول في الأناضول في القرون الوسطى، أوائل القرن الثالث عشر. هنالك صلة ملكية لهذا النقش يُشار إليها بسبب ظهوره على حجر الزاوية على قنرة في قلعة بنيت في قونية في عهد كيقباد الأول (حوالي 1220-1237). يظهر النقش على عملات تركمانية في نفس الفترة، لا سيما العملات التي ضربت بأمر القائد الأرتقي نصر الدين محمود حاكم حصن كيفا (حوالي 1200-1222).
لاحقاً في القرن الثالث عشر، تم اعتماد النقش في مصر المملوكية.

### اعتماده في أوروبا المسيحية
بدأ اعتماد العقاب ذو الرأسين في صربيا، وروسيا، والإمبراطورية الرومانية المقدسة في الفترة القروسطية، من الممكن في أوائل القرن الثاني عشر؛ ولكن بدأ الاستعمال على نطاق واسع بعد فتح القسطنطينية، في أواخر القرن الخامس عشرة.
أقدم تصوير محفوظ للعقاب ذي الرأسين في صربيا هو الموجود في صورة (بورتريه) المانح ميروسلاف زافيدوفيتش في كنيسة القدسين بيتر وبول في مدينة بييلو بوليي، يرجع تاريخه 1190م. العقاب ذو الرأسين في شعار النبالة الصربي موثق جيداً في القرني الثالث عشر والرابع عشر.
هنالك تصوير قروسطي استثنائي للعقاب ذي الرأسين في الغرب، يُنسب لأوتو الرابع، موجود في نسخة لـChronica Majora (الأحداث الرئيسية) ماثيو باريس.
في الإمارات الروسية، رمز العُقاب ذي الرأسين معروف منذ زمن جاني بيك خان القبيلة الذهبية (1342-1357)، الذي كان يتدخل بشكلٍ فاعل في السياسات الداخلية للإمارات الروسية، وكان يسك عملاته مع رمز العقاب ذو الرأسين.

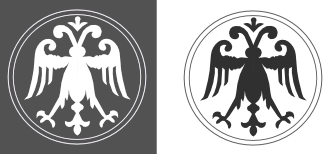
رسم للعقاب ذي الرأسين كما هو موضح في بورتريه المانح ميروسلاف زافيدوفيتش في بييلو بوليي (1190)
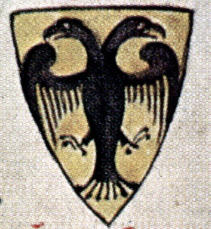
أول عقاب ذي رأسين كعُقاب إمبراطوري (Reichsadler) من الوقائع الرئيسية (Chronica Majora) (حوالي 1250)
ختم إيفان الثالث (1472)

## الاستخدام في بداية العصر الحديث

### صربيا

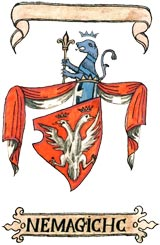
شعار نبال نيمانيتش كما هو ممثل على مدرع فوينيكا (يستند على مدرع أوموتشيفيتش، أواخر القرن السادس عشر).

في صربيا، تبنت سلالة نيمانيتش العقاب صاحب الرأسين في القرن الرابع عشر (دونها أنجلينو دولتشيرت 1339). كان العُقاب ذا الرأسين يُستخدم في عدة شعارات نبالة موجودة في المدرعات الإيليرية، والتي جمعت في أوائل الفترة الحديثة.العقابُ ذو الرأسين الأبيض على درعٍ أحمر كان يُستخدم لسلالة نيمانيتش، وللطاغية ستيفن لازاريفيتش. كان عُقاب لنيمانيتش يستخدم على قمة شعار هيريبليانوفيتش (سلالة لازاريفيتش)، بينما العقاب ذو النصف الأبيض والنصف الأحمر استخدم على قمة شعار مرنيافتشيفيتش. استمر استخدام العُقاب الأبيض من قبل سلالات (العائلات الحاكمة) كارادوريدفتش، و أوبرينوفيتش، و بيتروفيتش-نييجوش.

### روسيا

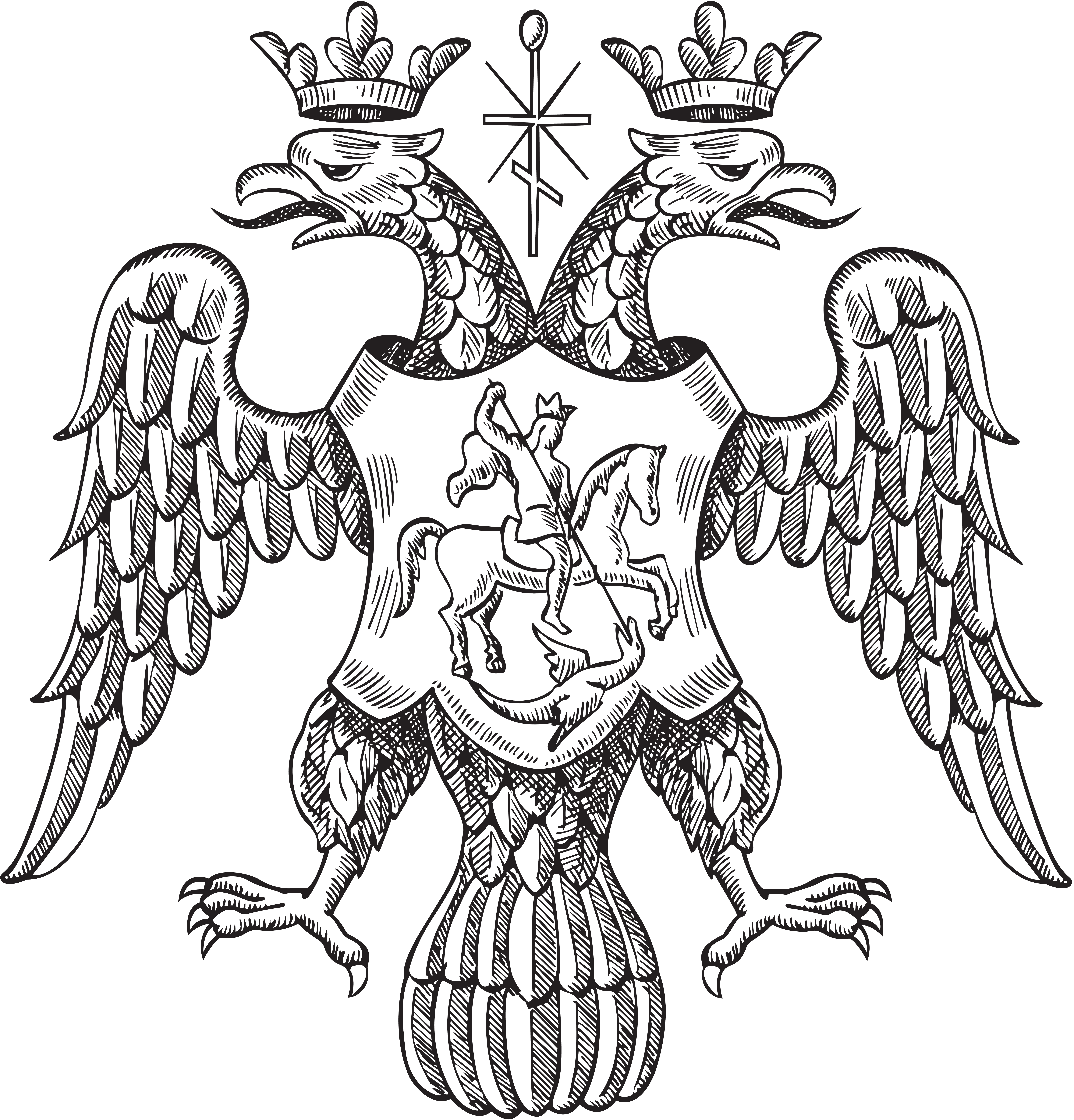
شعار نبالة إيفان الرهيب (1589)

بعد فتح القسطنطينية انتشر استخدام العُقاب ذي الرأسين في دوقية موسكو الكبرى بعد الزواج الثاني لإيفان الثالث، فقد تزوج صوفيا باليولوغ (ابنة أخ قسطنطين الحادي عشر آخر إمبراطور بيزنطي، و الذي امتدت فترة حكمه من 1449 إلى 1453)، كان آخر أمير لتفير ميخائيل الثالث (1453–1505) يسك عملته بشعار العقاب ذي رأسين. ظل العقاب صاحب الرأسين عنصراً زخرفياً هاماً في فنون الشعارات للعائلات الإمبراطورية في روسيا (بيت رومانوف (1613-1762)).
كان العقاب ذا الرأسين العنصر الرئيسي في شعار نبالة الإمبراطورية الروسية (1721-1917)، عُدل بطرقٍ مختلفة منذ عهد إيفان الثالث (1462–1505) إلى ما بعده، أخذ العقاب شكله الروسي المحدد منذ عهد بطرس الأكبر (1682–1725). استمر استخدامه في روسيا حتى أُلغي (كونه رمز للحكم التساري (القيصري)) بالثورة الروسية في 1917؛ أُعيد ترميمه في 1993 بعد الأزمة الدستورية وما زال مستخدماً إلى الآن، مع أن الحمولة على شعار النبالة الحالي لونها ذهبي بدلاً من اللون التقليدي، الأسود الإمبراطوري.

### الإمبراطورية الرومانية المقدسة
استخدام العقاب الإمبراطوري ذي الرأسين، تطور من العقاب ذي الرأس الواحد المستخدم في فترة القرون الوسطى العالية، وأصبح مستخدماً في القرن الخامس عشر إلى القرن السادس عشر. العُقاب ذو الرأسين الإمبراطوري Reichsadler كان في شعارات نبالة للعديد من المدن ألمانية والعائلات الارستقراطية في أوائل العصر الحديث. السمة المميزة للعقاب الروماني المقدس أنه كان في كثيرٍ من الأحيان يصور بهالات.

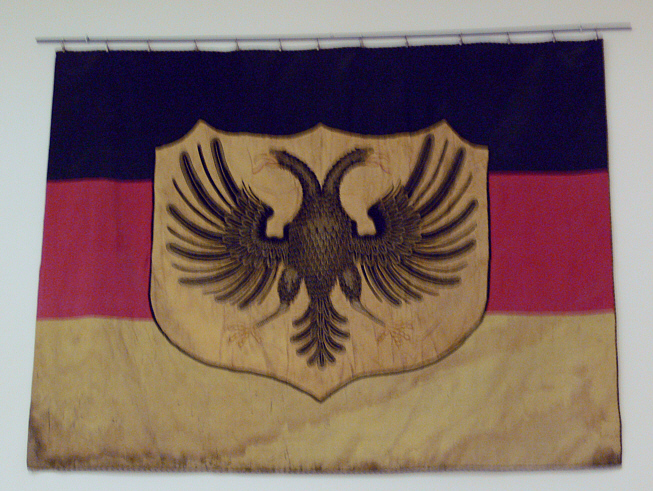
علم استخدم في رافنسبورغ، 1849

بعد تفكك الإمبراطورية الرومانية المقدسة في 1806، احتفظت الإمبراطورية النمساوية بالعقاب صاحب الرأسين، وكان أيضاً شعار النبالة للكونفدرالية الألمانية. كذلك استمرت الولايات الألمانية في شفارتسبورغ رودولشتات وشفارتسبورغ سوندرسهاوزن باستخدام العقاب صاحب الرأسين حتى أُلغيا بعد الحرب العالمية الأولى، و قامت بنفس الأمر مدينة لوبك الحرة (Lübeck) حتى تم إلغاؤها من قبل الحكومة النازية في 1937. النمسا التي تحولت إلى العقاب ذي الرأس الواحد بعد نهاية الملكية، استخدمت العقاب ذا الرأسين - مع الهالة حول كل رأس - لفترةٍ قصيرة مرةً أخرى عندما كانت دولة حزبٍ واحد 1934–1938؛ هذا أيضاً تم إلغاؤه من قبل الحكومة النازية. و منذ ذلك الحين، لم تقم كلاً من ألمانيا والنمسا، وولاياتهما باستخدام العُقاب ذي الرأسين.

### ميسور

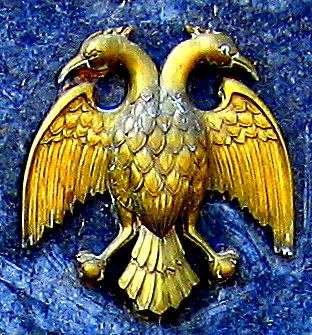
مملكة ميسور

الجاندابيروندا أو الغاندابيروندا هو طائر برأسين؛ ولكن ليس بالضرورة أن يكون عقاباً، إلا أنه في التصميم يشبه العقاب صاحب الرأسين المستخدم في فنون الشعارات الغربية. استخدم كرمز من قبل سلالة أوديار في مملكة ميسور منذ القرن السادس عشر. يُعتقد[مِمَن؟]
```
بأن العملات المعدنية (الباغودا الذهبية أو الغاديانا) منذ حكم 
أشيوتا ديفا رايا
 (امتد حكمه في فترة 1529–1542) كانت العملة الأولى التي يوضع عليها الجاندابيروندا. يوجد مثال مبكر للتصميم على نحت على سقف معبد رامشوارا في معبد مدينة كِلادي في 
شيموجا
. و استمر استخدام الشعار من قبل مهراجا ميسور في الفترة الحديثة، وتم اعتماده كرمز لدولة ميسور (الآن 
كارناتاكا
) بعد 
استقلال الهند
.
```

### ألبانيا

إمارة كاسستريوتي

كان شعار عائلة كاستريوتي عقاب ذي رأسين في القرنين الرابع عشر والخامس عشر. أيضاً قام بعض أفراد عائلة دوكاجيني باستخدام عقبان برأسين، أيضاً ائتلاف الدول الألبانية في القرن الخامس عشر، الذي دعي لاحقاً رابطة ليزهي، استخدم عقاب كاستريوتي كعلمٍ له.

## الاستخدام في العصر الحديث
كلاً من ألبانيا ، و صربيا، و الجبل الأسود، و روسيا لديها عقاب برأسين على شعاراتهم. في 1912 رفع إسماعيل كمال نسخةً مشابهة لذلك العلم. ذهب العلم في كثير من التغيرات حتى سنة 1992 عندما تم ادخال علم ألبانيا الحالي. يُستخدم العقاب صاحب الرأسين كشعار من قبل عدد من الكنائس النصرانية الأرثوذكسية، يتضمن ذلك الكنيسة اليونانية الأرثوذكسية و الكنيسة الألبانية الأرثوذكسية. في اليونان الحديثة يظهر العقاب باستخدام رسمي في الجيش اليوناني (شعار نبالة هيئة الأركان العامة للجيش اليوناني) و فرقة المشاة الآلية السادسة عشر.,
يظهر العقاب صاحب الرأسين، غالباً كداعم، على الأعلام والشعارات الحديثة والتاريخية لكلاً من النمسا-هنجاريا، و مملكة يوغوسلافيا، و النمسا (1934–1938)، و ألبانيا، و أرمينيا، و الجبل الأسود، و روسيا الاتحادية، و صربيا. استخدم أيضاً كحمولة على شعار النبالة اليوناني لفترة قصيرة في 1925–1926. يستخدم أيضاً في شعارات بلديات في ألمانيا وهولندا و صربيا، وفي شعار وعلم مدينة وإقليم طليطلة في إسبانيا، و شعار بلدة فليتري في إيطاليا.
هنالك فن شعارات إنجليزي، فيما يبدو أنه يرجع إلى القرن السابع عشر، ينسب شعارات النبالة بالعقبان ذوات الرأسين إلى حاكمين لمرسيا الأنجلو-سكسونيين ليوفواين وليوفريك. قُدم التصميم في عدد من شعارات نبالة بلديات البريطانية في القرن العشرين، مثل بلدية بلدة ويمبلدون، و الدواعم في شعار نبالة بيرث، و بالتالي في قطاع بيرث و كينروس (1975).. هذا الزخرف أيضاً موجود في عدد من شعارات العائلة البريطانية. مديرية الأمن التركي و بلدية ديار بكر لديهما عقاب برأسين على شعاراتهم. يستخدم عقاب لجش صاحب الرأسين كشعار عند الماسونيين في شعيرة اسكتلندية..

### شارات الأندية الرياضية
العديد من الأندرية الرياضية، اليونانية والتركية خصوصاً، لديها عقاب برأسين على شاراتها. من الأمثلة على ذلك: الناديان التركيان أرضروم سبور وقونيا سبور و الناديان اليونانيان اتحاد القسطنطينية الرياضي و P.A.O.K. منذ 1929. الناديان اليونانيان يستخدمان هذا الرمز منذ أن أُسسا على أيدي اللاجئين اليونانيين الذين فروا من القسطنطينية إلى اليونان في عقد 1920. هذا العقاب أيضاً يستخدم كلافتة للناديين الهولنديين إن إي سي نيميخن ونادي فيتيس آرنهم، و لنادي إيه أف سي ويمبيلدون الإنجليزي، ونادي سانت جونستون الإسكتلندي.

## معرض أعلام وشعارات النبالة

الراية الإمبراطورية للإمبراطورية الرومانية المقدسة
راية الحرب الألمانية 1848–1852
شعار نبالة الإمبراطورية النمساوية (1815—1867)
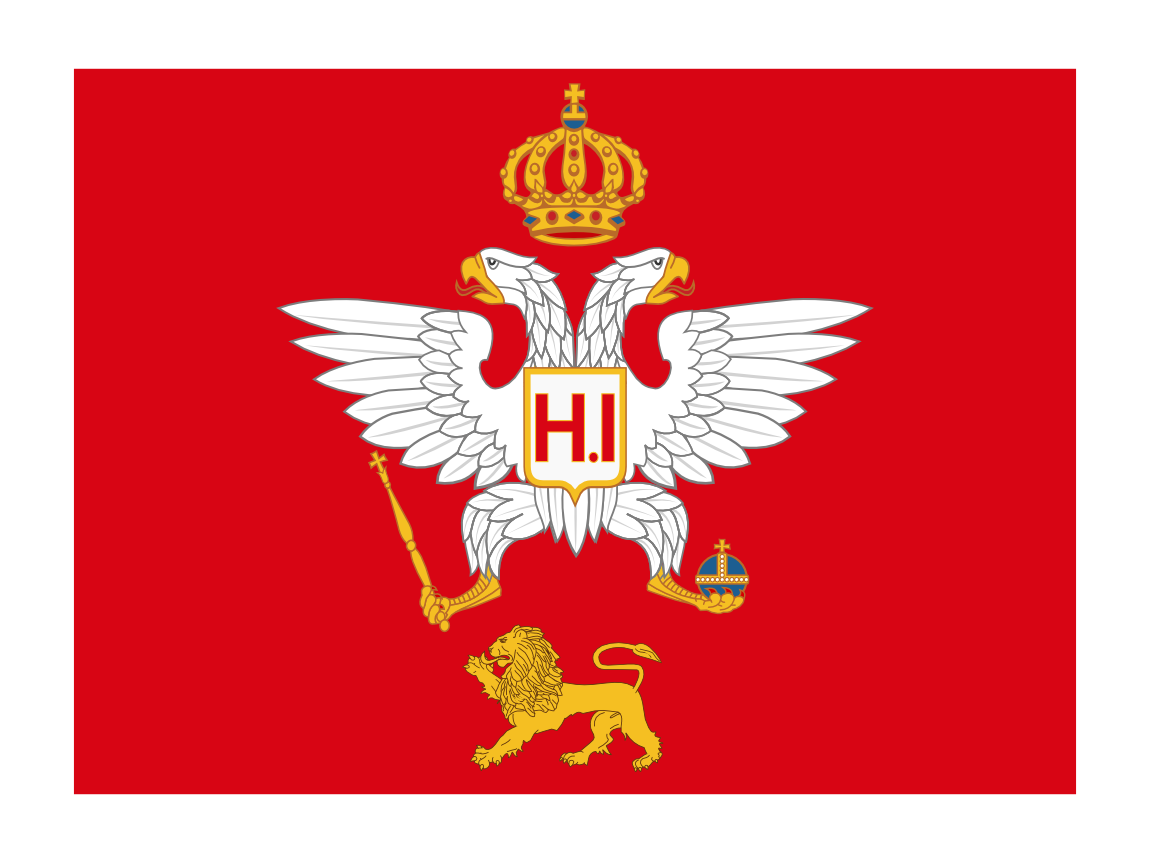
علم إمارة الجبل الأسود (1852)
شعار نبالة صربيا (1882–1918 و 2004-الآن)
شعار نبالة الإمبراطورية الروسية (1883–1917)
علم ألبانيا (1912)
شعار الجمهورية الروسية لسنة 1917
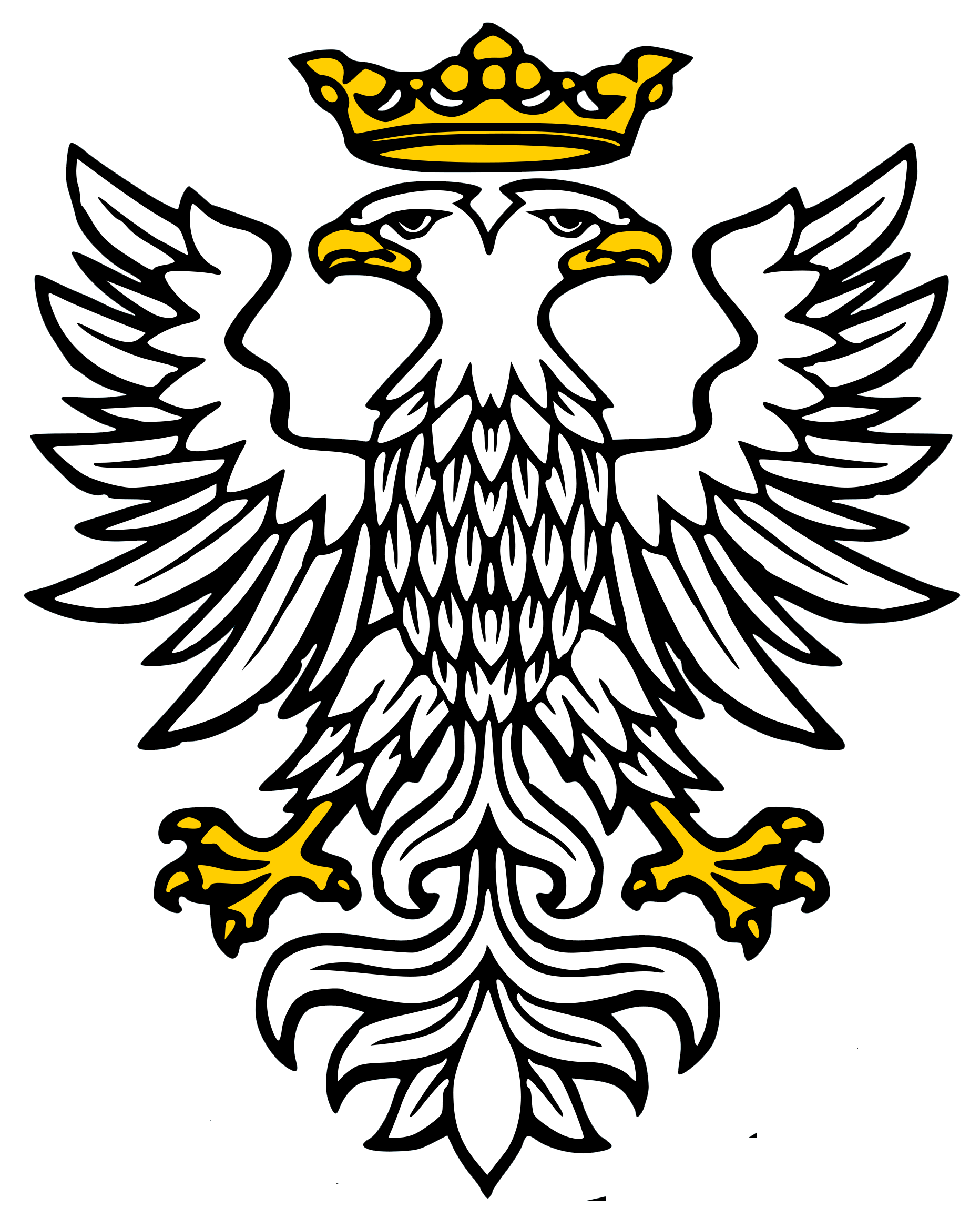
تم إصلاح شارة لواء ميرسيان (1948–64) والشارة الحالية لفوج ميرسيان في عام 2007
وسام اللواء المرسياني (نسبة لمرسيا) (1948–1964) و الواسام الحالي لفوج المرسياني[21]
علم كنيسة الروم الأرثوذكس الذي يُستخدم من قِبل بطريركية القسطنطينية المسكونية وجبل آثوس، وكذلك من قِبل كنائس الروم الأرثوذكس في الشتات والواقعة تحت سلطة البطريركية، منذ أواخر القرن العشرين
شعار النبالة لروسيا (1993)
مملكة لومبارديا فينيشيا (1815-1866)، أرض لتاج الإمبراطورية النمساوية
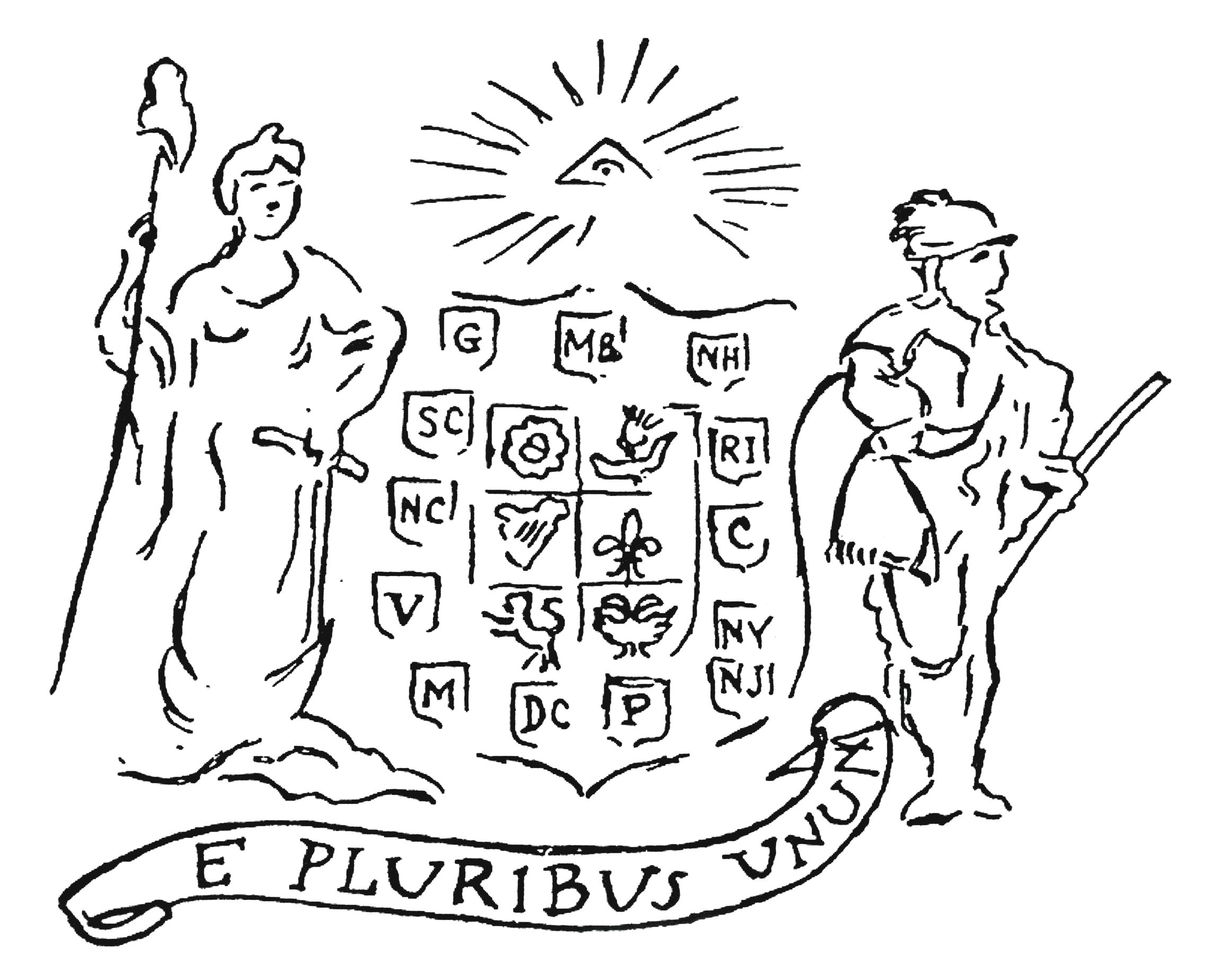
مقترح لسنة 1776 لختم الولايات المتحدة العظيم بعقاب برأسين كرمز للأمريكيين الألمان
شعار نبالة كارناتاكا، الهند